# Das goldene Ei (Bechstein)
Das goldene Ei ist ein Märchen (ATU 312). Es stand in Ludwig Bechsteins Deutsches Märchenbuch nur bis 1853.

## Inhalt
Ein Herr heiratet nacheinander drei reiche Kaufmannstöchter, zeigt ihnen sein dunkles Schloss, nur hinter eine Goldtür sollen sie nicht sehen. Als er jagen geht, gibt er seiner Frau ein Goldei zum Spielen. Die ersten zwei missachten die Warnung des Papageis an der Tür, sehen tote Frauenköpfe, und lassen vor Schreck das Ei ins Blut fallen. Es lässt sich nicht abwaschen. So sind sie verraten und müssen auch sterben. Erst die Jüngste legt das Ei in einem Tuch ab, bringt die Köpfe der Schwestern heim und überführt den Mann. Der Papagei, dem er das Ei nahm, darf es endlich ausbrüten, es gebiert eine Schlange, die den Bösen tötet.

## Herkunft
Bechstein vermerkt „Mündlich in Franken“ und die Ähnlichkeit zu Blaubart und Die drei Bräute. Vgl. auch Die hoffärtige Braut, Grimms KHM 40, 46, 73a.
In Gregory Frosts Romanumsetzung Fitcher’s Brides, aber auch in Alethea Kontis’ sehr freier Blaubart-Parodie Blood from Stone ist das Ei aus weißem Marmor.